# Choré (dystrykt)
Choré – dystrykt (distrito) w środkowym Paragwaju, w departamencie San Pedro o powierzchni 991 km². Stanowi jeden z 18 dystryktów departamentu. W 2002 roku zamieszkany był przez 36 019 osób. Miejscowość Choré jest jedynym ośrodkiem miejskim na obszarze dystryktu.

## Położenie
Graniczy z sześcioma dystryktami: 
- Lima i General Isidoro Resquín na północy,
- Guayaibí na wschodzie i południu,
- San Estanislao na południu,
- General Elizardo Aquino na południu i zachodzie,
- San Pablo na zachodzie.

## Demografia
W 2002 roku dystrykt zamieszkiwały 36 019 osoby, w tym 19 129 mężczyzn (53,1%) i 16 890 kobiet (46,9%). Ludność miejska stanowiła 6,1% populacji dystryktu. Gęstość zaludnienia wynosiła 36 os./km².